# Ciudad de la Paz
Ciudad de la Paz je plánované budoucí hlavní město Rovníkové Guiney. Nachází se ve vnitrozemí pevninské části země, zvané Río Muni, 180 km východně od pobřeží Guinejského zálivu na břehu řeky Wele. Prezident Teodoro Obiang Nguema Mbasogo se rozhodl v roce 2012 kvůli obavám o svoji bezpečnost přesídlit z Malaba a pro nové hlavní město vybral lokalitu v džungli nedaleko svého rodného města Mengomeyén, kde bylo vybudováno mezinárodní letiště. Nová metropole se původně měla jmenovat Oyala, později byl název změněn na Ciudad de la Paz („Město míru“). Území budoucího města má rozlohu 81,5 km² a předpokládá se, že v něm bude žít až 200 000 obyvatel. Urbanistický projekt vypracovalo portugalské studio Future Architecture Thinking, hlavním dodavatelem stavby je francouzská firma Vinci SA. Postavena již byla univerzita, sídlo parlamentu i luxusní hotely, v roce 2017 do nového města přesídlila vláda a krátce nato byla v jeho okolí vytvořena osmá provincie Rovníkové Guiney, nazvaná Djibloho. Oficiálním hlavním městem se má Ciudad de la Paz stát v roce 2022. 